# Nina Nymark Andersen
Pour les articles homonymes, voir Andersen.
Nina Nymark Andersen, aussi connue sous le nom de Nina Nymark Jakobsen, est une footballeuse internationale norvégienne née le 28 septembre 1972. Elle joue au poste de défenseure durant sa carrière.
Elle est la sœur jumelle de Anne Nymark Andersen, aussi footballeuse internationale norvégienne.
Avec l'équipe de Norvège, Nymark Andersen remporte l'Euro 1993, la Coupe du monde 1995 et une médaille de bronze olympique en 1996.

## Biographie

### En club
Nymark Andersen joue avec les clubs norvégiens du IL Sandviken et de l'IF Fløya (en).

### En sélection
Nymark Andersen dispute l'Euro 1993 avec l'équipe nationale de Norvège  : elle dispute deux rencontres dont la finale remportée contre l'Italie.
Elle est sélectionnée à nouveau pour participer à l'Euro 1995 : elle dispute quatre matchs durant le tournoi.
Nymark Andersen participe à la Coupe du monde 1995. Elle dispute quatre rencontres du tournoi, elle est titulaire lors de la finale remportée contre l'Allemagne (victoire 2-0).
Elle fait partie de l'équipe norvégienne médaillée de bronze au tournoi olympique de football féminin aux Jeux olympiques d'Atlanta en 1996.